# Noorwegen en de Europese Unie
Noorwegen is geen lid van de Europese Unie, maar wel van een aantal Europese projecten zoals de EVA, de EER en de Schengenruimte. Het wel of niet toetreden van Noorwegen tot de EU vormt een van de meest polariserende onderwerpen in de Noorse politiek sinds de Tweede Wereldoorlog.

## Geschiedenis
Noorwegen heeft vier keer geprobeerd toe te treden tot de Europese Unie. In 1962 en 1967 stelde Frankrijk zijn veto en in 1972 en 1994 werd het door de Noorse bevolking in een referendum afgewezen. Eind 2004 suggereerde de toenmalige premier Kjell Magne Bondevik dat het debat over toetreding tot de EU misschien weer zou worden opgestart. In 2005, na de verkiezingen, stelde de nieuwe premier Jens Stoltenberg echter dat onder zijn regering geen nieuwe poging zou worden gedaan om toe te treden. In februari 2008 zei commissievoorzitter Barroso dat Noorwegen snel lid kon worden van de EU als het land dat zou willen.

## Standpunten van de politieke partijen
Er zijn voorstanders en tegenstanders van toetreding tot de EU te vinden bij zowel linkse als rechtse Noorse politieke partijen. Daardoor bevatten ook de meeste regeringen zowel voor- als tegenstanders. Om een nieuw debat over de EU te vermijden, eisen de EU-tegenstanders dat in het regeerakkoord staat dat als een van de coalitiepartijen officieel een nieuw EU-debat begint, de regering dan valt. Dit was het geval bij de centrumrechtse regering onder Bondevik en de centrumlinkse regering onder Stoltenberg.
| Partij | Partij                   | Standpunt | Hoofdreden volgens de partijwebsite                                                                                       | Bron  |
| ------ | ------------------------ | --------- | --- | ----- |
|        | Socialistisch Links      | Nee       | "Te weinig democratie in de EU; te veel focus op vrije markt"                                                             | [ 2 ] |
|        | Arbeiderspartij          | Ja        | "Samenwerking met andere EU-landen; invloed op EU-beslissingen"                                                           | [ 3 ] |
|        | Centrumpartij            | Nee       | "De EU vermindert de economische verschillen niet en is niet democratisch genoeg."                                        | [ 4 ] |
|        | Liberale Partij          | Onbeslist | Partij is verdeeld: "EER werkt; wil verdere samenwerking; respecteert een referendum; EU is nog niet democratisch genoeg" | [ 5 ] |
|        | Christelijke Volkspartij | Nee       | "EER is goed genoeg, moeten onafhankelijk blijven."                                                                       | [ 6 ] |
|        | Conservatieve Partij     | Ja        | "Vrede behouden in Europa; stabiliteit; solidariteit; invloed op EU-beslissingen"                                         | [ 7 ] |
|        | Vooruitgangspartij       | Onbeslist | Blijft neutraal; respecteert de uitslag van een referendum.                                                               | [ 8 ] |

## Argumenten bij toetreding tot de EU

### Argumenten voor
- Internationale samenwerking vermijdt conflicten. Ook in een mogelijke oorlogssituatie zorgt solidariteit tussen de EU-lidstaten tot meer bescherming.
- Door toetreding tot de EU zou Noorwegen ook een sterkere positie kunnen krijgen binnen de NAVO en in internationale relaties.
- Noorwegen zou de euro kunnen invoeren. De euro invoeren zou onder meer goed kunnen zijn voor de export van het land.
- Noorwegen voldoet reeds aan de meeste vereisten die nodig zijn om toe te treden tot de EU en zou niet zoveel EU-wetgeving moeten invoeren als andere niet-EU-lidstaten, omdat het al lid is van de Europese Economische Ruimte.

### Argumenten tegen
- Toetreding zou betekenen dat Noorwegen veel soevereiniteit zou moeten afstaan aan de EU.
- Noorwegen heeft ook een hoog bbp per inwoner (na Luxemburg het hoogste van de wereld), heeft niet zoveel landbouw en weinig onderontwikkelde gebieden. Hierdoor is de kans aanzienlijk dat Noorwegen meer aan de EU zal moeten afdragen dan het zal ontvangen.
- Noorwegen wil graag zijn controle over de vis-, olie- en gasreserves in zijn territoriale wateren behouden, die een aanzienlijk deel uitmaken van de Noorse economie. Die voorraden zouden bij toetreding dan onder de bevoegdheid vallen van de Europese Commissie.